# Приріченський сільський округ (Денисовський район)
Прирі́ченський сільський округ (каз. Приречен ауылдық округі, рос. Приреченский сельский округ) — адміністративна одиниця у складі Денисовського району Костанайської області Казахстану. Адміністративний центр — село Приріченка.
Населення — 886 осіб (2021; 1184 у 2009, 1276 у 1999, 1267 у 1989).
Станом на 1989 рік існувала Приріченська сільська рада (села Окраїнка, Приріченка).

## Склад
До складу адміністрації входять такі населені пункти:
| Населений пункт  | Старі назви | Населення, осіб (1989) | Населення, осіб (1999) | Населення, осіб (2009) | Населення, осіб (2021) |
| ---------------- | ----------- | ---------------------- | ---------------------- | ---------------------- | ---------------------- |
| Окраїнка, село   | -           | 412                    | 452                    | 423                    | 329                    |
| Приріченка, село | -           | 855                    | 824                    | 761                    | 557                    |